# Kebab

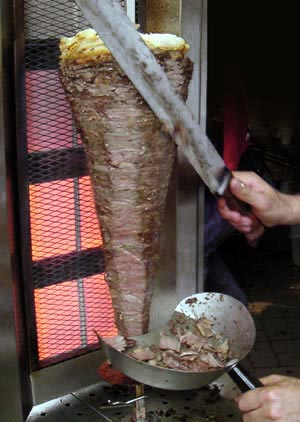
Chebap

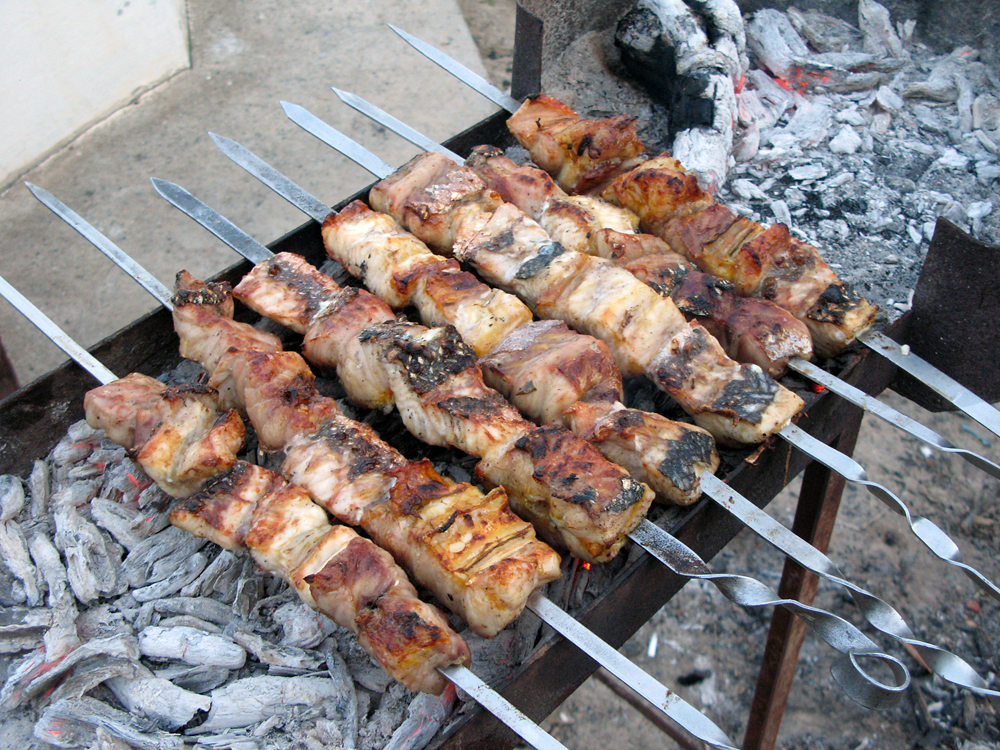
Chebap de nisetru, preparat în Turkmenistan

Chebapul (persană کباب) este un preparat culinar originar din Orientul Mijlociu, care constă din bucăți de carne sau pește la frigare. În bucătăria turcească, chebapul se pregătește cu carne de berbec sau de miel la frigare; prin extensie cu orice fel de carne (de vacă, de porc, de pui) la frigare.

## Varietăți pe mapamond

### Africa
Suya este un chebap picant, care este un produs alimentar popular în Africa de Vest. Este pregătit în mod tradițional de oamenii din Hausa din nordul Nigeriei, Camerun, Niger, Ghana și în unele părți din Sudan (unde se numește agashe).

### Afganistan
Chebapul din Afganistan (paștu: کباب) se găsește cel mai adesea în restaurante și târguri de vânzători în aer liber. Cea mai folosită este carnea de miel. Chebapul din Afganistan este servit cu orez.
Alte chebapuri populare includ carne de vită, bivol și pui, toate fiind găsite în restaurante.

### Israel
Se mănâncă chebap (קבב) alături de shaorma sau falafel. Este preparată o rețetă apropiată de cea turcească, dar se folosește pâine specifică „pita” (פִּיתָּה) și se adaugă humus (חוּמוּס). Se mai folosește și denumirea de chebap românesc (קבב רומני), mai ales în zona orașului Haifa, dar se referă la mititei serviți într-o chiflă.

### Bulgaria
Chebapul se găsește și în Bulgaria sub denumirea döner, este cea mai apreciată mâncare de tip fast food, se găsește la un preț accesibil iar bucătarii folosesc același tip de rotativă și aceeași rețetă folosită și în Turcia.

### Grecia
Gyros sau gyro (în greacă γύρος) este carne friptă într-un cuptor vertical. Se servește în pâine pita, însoțit de legume (cele mai comune sunt ceapa și roșia) verdeață / condimente, cartofi prăjiți și sosuri diverse (cel preferat este tzatziki). O altă diferență față de dönerul turcesc este că gyro este cel mai des preparat din carne de porc.

### Mexic
Dönerul are un echivalent și în Mexic, care se numește tacos al pastor. Acest fel de mâncare a fost dus în Mexic de libanezi după 1920, care au încercat să recreeze shaorma. Au folosit inclusiv carnea de porc, dar și carne de vițel sau de miel. S-au inspirat din mâncarea ciobanilor mexicani care găteau la proțap, de aici și denumirea „al pastor”. Deoarece condimentele mexicane difereau de cele din Orientul mijlociu, s-a folosit procedeul de marinare. A rezultat astfel un platou asemănător din punct de vedere estetic și olfactiv cu dönerul. Dar pita (pide) a fost înlocuit cu tortillas din porumb, iar în mijlocul cărnii care se frige, mexicanii au mai adăugat un ananas fixat în axa cuptorului.

### America Centrală și de Sud
Și la sud de Mexic se prepară döner, în toată America Centrală și de Sud, unde felul de mâncare este cunoscut sub denumirea sa arabă, shawarma/ shaorma. Chebapul este cel mai popular în Argentina, Chile, Columbia, Ecuador, Paraguay și Venezuela. .

### Europa Occidentală
A fost introdus de imigranții turci la începuturile anilor 70, în districtul Kreuzberg, Berlin. Zilnic se produc peste 200 de tone de döner și cifra de afaceri în acest domeniu depășește de mult timp suma de 1,5 miliarde de euro doar în Germania. Varianta din zona vorbitorilor de germană se deosebește de cea turcească prin adăugarea de verdețuri (salată, roșii, ceapă și uneori varză roșie) și prin folosirea unor sosuri pre-cumpărate, care în Turcia sunt folosite foarte rar (maioneza și iaurtul). În loc de pide se folosește uneori lahmacun. Cu toate acestea, cuvântul „döner” s-a încetățenit în Germania. În Germania a existat și un scandal media în anii 90 din cauza unei tâlhării care a avut ca obiect un döner.
Dönerul se consună și în Austria, Elveția, Franța, Belgia, Olanda, Regatul Unit și Spania.

## Varietățile de preparare în Turcia și Iran

### İskender
(sau İskender kebap) este un fel de mâncare pe bază de carne foarte popular în Nord-Vestul Turciei și poartă numele inventatorului său, İskender Efendi, care a trăit în secolul al XIX-lea în Bursa. În multe părți, ale Turciei mai este cunoscut și sub denumirea de Bursa kebabı (chebap de Bursa).

#### Caracteristici ale chebapului Iskender
Este o varietate de döner kebap realizat din fâșii subțiri de carne de vițel sau de miel făcute la grătar care sunt puse în sos special de tomate, iar apoi pe pide care au fost unse în prealabil cu unt lichid sau încălzit. Mai există și varianta ca untul și sosul de tomate să fie turnate la sfârșit. Conținutul de grăsime al chebapului Iskender este mai mic decât cel al unui döner obișnuit de aceeași dimensiune. Se poate adăuga köfte ( köfte pl. köfteler pot fi mâncate și separat, ele sunt preparate din carne tocată, foarte apreciate în Orientul Mijlociu, Balcani, Rusia și India sub denumirile:
- În arabă – kufta' (كفته)
- În Iran – kufteh (کوفته)
- În Turcia – köfte
- În Azerbaidjan – küftə
- În Bosnia și Herțegovina, Serbia și Croația – singular ćufta (ћуфтa, pl. ćufte (ћуфте).
- În Bulgaria și Macedonia de Nord – singular kyufte (кюфте), pl. kyufteta (кюфтета)
- În Grecia – singular keftes pl. keftedes.
- În limbile berbere – rkfta ( din arabă)
- În România, se numea chiftele (singular chiftea).
- În Armenia = kyufta (singular = plural).
- În Albania – qofte.
- În India- kofta.
- În Pakistan – kofte.
- În Líban – kafta
- În Rusia – котлет, pl.котлеты

În afară de köfte, lângă Iskender kebab se adaugă deseori și băutura șıra care este un must fermentat dar nealcoolic din struguri. Această băutură este și un bun digestiv.
Spre deosebire de alte mâncăruri din Turcia, Iskender kebab este marcă înregistrată și protejată, care aparține lui Yavuz İskenderoğlu (descendent al lui Iskender Efendi, oğlu tr.= fiu), care deține în prezent restaurantele Iskender din Bursa. Chebapul Iskender mai poate fi servit și în cadrul altor restaurante, fără aprobarea domnului Yavuz, dar numai sub denumirea „chebap de Bursa” – Bursa kebabı, de exemplu la „Uludağ Kebap” sau „Kukla Kebap” în Ankara.
Deoarece Iskender kabeb se prepară din fâșii, el este mai predispus la alterare. 

### Șiș kebap – varianta turcească
Șiș kebap constă într-un băț de metal sau de lemn cu bucăți mici de diverse tipuri de carne sau pește (în special pește-spadă) cu sau fără legume, care se frige pe grătar. Sunt făcute din carne de vită, oaie, miel sau pui. Se prepară atât pe țepușe metalice, cât și pe bețișoare de lemn. În această ultimă versiune, în turcă numită Çöp șiș, bucățile de carne sunt mai mici. Legumele folosite în mod obișnuit sunt vinetele, roșiile, ardeii iute, morcovii și în ultimul timp și ciupercile. Acest fel de mâncare se mănâncă cu mănâncă cu pide.

### Șiș kebab – varianta iraniană
În Iran sunt multe tipuri de chebap, precum koobideh, barg, soltany, boryani, senjeh y shish (șis) kebab. Pot fi făcute din carne de miel, pui sau vită. Una dintre ultimele tendințe este prepararea din pește sau curcan. Cel mai obișnuit mod de a servi aceste chebapuri în Iran este combinația de orez și chebap, care include fie soiul koobideh, fie barg, însoțit de roșii la grătar și orez (uneori cu o aromă ușoară de șofran).

### Kebab koobideh – Iran
(în persană, کباب کوبیده), cunoscut și ca kūbide (în persană, کوبیده) este un chebap din carne tocată sau tăiată mărunt care poate fi de miel sau vită și mai rar din carne de pui, adesea amestecat cu pătrunjel și ceapă tocată.
Tradiția persană spune că acest fel de mâncare a fost inventat de soldați în Evul mediu, care și-au folosit spadele ca să prepare termic carnea în câmp deschis. Koobideh o koubideh se referă la modul în care este gătită carnea. Inițial se punea carnea pe o piatră plană și se lovea cu buzduganul pentru a fi gătită mai repede, pentru a deveni mai fragedă și mai subțire. Se gătește într-un „seekh” (سیخ) – denumirea persană pentru frigăruie. În prezent, ni se poate părea izolat, rudimentar și temporar acest mod de preparare al cărnii la seekh, în acea epocă. Dar trebuie să luăm în calcul că în Europa, în perioada renascentistă, se pregătea carnea pe spadă și abia începuse să se răspândească furculița. Persanii erau foarte avansați și din punct de vedere culinar, Bizanțul, Lumea arabă și întreaga Europă le datorează pastele și înghețata (care provin din Orientul Îndepărtat) dar și caviarul sau înghețata cu aromă de fistic care sunt invenții exclusiv persane.
Pregătirea. Mielul sau carnea – care trebuie să aibă o proporție de 20% grăsime și 80% carne – se toacă de două ori pentru a obține o consistență suficient de fină. Se adaugă sare, usturoi și țelină făcute pulbere sau cât mai mărunțite, sumac, ceapă tăiată foarte fin și stoarsă (se strânge sucul rezultat de la ceapă și păstrează pentru mai târziu). Se adaugă cam un gălbenuș la fiecare jumătate de kilogram de carne. Ingredientele se amestecă, se acoperă și se lasă la marinat cel puțin patru ore sau pe durata întregii nopți.

### Kebab de Adana
Adana kebabı sau Kıyma kebabı este un chebap lung de carne tocată manual (cu un satâr sau cuțit), pus pe o frigăruie lată de fier și friptă pe grilaj cu cărbuni aprinși (lemn de stejar). Produsul culinar poartă numele Adanei, al cincilea oraș ca mărime al Turciei și a fost cunoscut inițial ca „Kıyma kebabı” (lit: chebap de carne tocată) sau Kıyma în Adana-Mersin și provinciile de sud-est, ale Turciei. Acesta nu este marcă înregistrată ca Iskender, dar un chebap original de Adana este un fel de mâncare premiat internațional și care poate fi realizat numai de un vânzător care a trecut cu succes de o inspecție efectuată la fața locului de către Camera de Comerț Adana.
Chebapul de Adana care nu este aprobat de camera de comerț a provinciei poate fi preparat și comercializat, dar nu cu denumirea de origine, ci sub numele kıyma kebabı, el este prezent în toată Turcia, dar și în Siria sau Irak.
Chebapul patentat se prepară doar din berbecuț de cel mult un an, crescut în mediu natural și hrănit cu iarba locală. Persoana care gătește trebuie să fie un expert (usta), iar porțiile trebuie să aibă 180 de grame. Se adaugă ardei roșu dulce și sare. Rețeta de origine mai permite adăugarea a doar două ingrediente: căței de usturoi și ardei iute verde. Pâinea poate fi încălzită prin presarea ei pe carne în timpul frigerii. Ea absoarbe și o parte din grăsime cu această ocazie. Acest chebap poate fi garnisit cu roșii coapte, ardei verzi sau roșii copți, pătrunjel, sumac și ceapă.

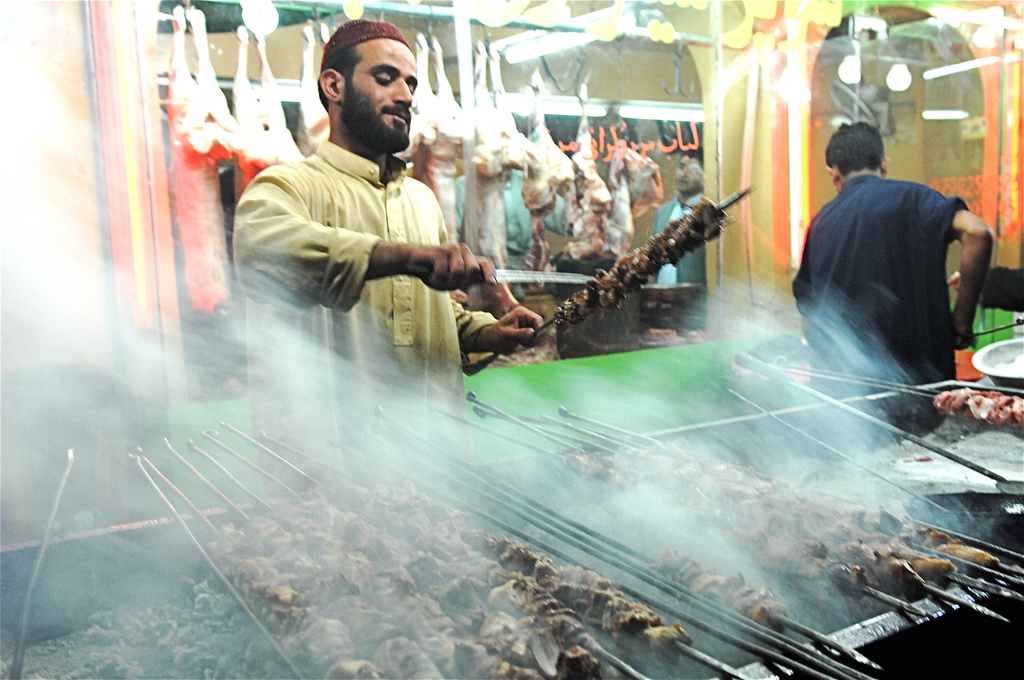
Kebab cu carne de vită tocată preparat Afganistan.